# Альфред Гузенбауер
Альфред Гузенбауер (нім. Alfred Gusenbauer; нар. 8 лютого 1960) — австрійський політичний діяч, Федеральний канцлер Австрії у січні 2007 — грудні 2008. Лідер Соціал-демократичної партії Австрії у 2000–2008 роках.

## Політична кар'єра
Гузенбауер був головою Комітету з розвитку співробітництва з 1996 по 1999 роки. У 2000 році він став лідером СДПА (SPÖ) в Бундесраті і генеральним секретарем партії. У 2002 році він програв на виборах чинному канцлеру Вольфгангу Шюсселю. У 2006 році Гузенбауер був втягнутий до скандалу з фірмою BAWAG. Австрійський банк, що володів Австрійською федерацією торгівлі (Österreichischer Gewerkschaftsbund, ÖGB) був також втягнутий до цієї справи, Гузенбауера звинуватили в корупції та спекуляції. Партію це не збентежило. Гузенбауер залишився лідером партії й кандидатом від SPÖ, хоч його й критикували.
Після перемоги на виборах 2007 року очолив уряд великої коаліції соціал-демократів та Австрійської народної партії, що проіснував лише півтора року. Через постійні суперечки між союзниками по коаліції та внутрішньопартійну боротьбу в СДПА в червні 2008 року було оголошено про розпад коаліції й проведення 28 вересня 2008 року дострокових парламентських виборів. 16 вересня 2008 Гузенбауер оголосив про свою відставку з посту лідера СДПА. Партію очолив Вернер Файман.
10 листопада 2008 року Альфред Гузенбауер став лауреатом міжнародної премії «Діалог Цивілізацій» — «за зміцнення миру та взаєморозуміння між народами».